# Фінікійська колонізація

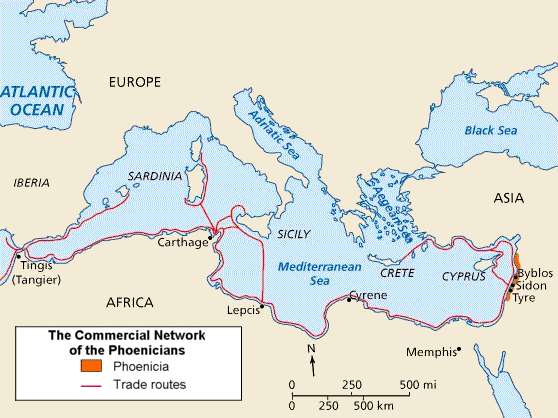
Фінікійські торговельні шляхи. Міста в Північній Африці та Південній Європі відображають межі фінікійської сфери впливу, починаючи з їхньої метрополії в Північній Палестині.

Фінікійська колонізація – експансія фінікійських міст-держав Сідон, Тір, Бібл та Бейрут у Середземноморський регіон наприкінці ІІ та в І тис. до н. е.. 
Хоча термін «колонізація» широко використовується, він може вводити в оману, оскільки часто має анахронічні сучасні наслідки. Грецьке слово apoikia, «дім далеко від дому», краще підходить для концептуалізації фінікійських набігів на чужі землі. Фінікійські поселення мали вигляд торгових форпостів, що дозволяло фінікійським торговцям мати базу під час дослідження маршрутів, що вели до багатих на ресурси земель.
Ізольовані від своїх внутрішніх районів горами Лівану, фінікійські міста-держави були більш схильні до мореплавства та досліджень, ніж інші левантійські держави. Деякими з найімовірніших причин переселення фінікійців на нові землі були імперський тиск на материкову частину Фінікії з боку єгиптян та ассирійців, а також сусідніх держав, потреба в ресурсах та потреба в доступі до ширших ринків. Засвідчено, що окремі фінікійські міста-держави, насамперед Бібл, Сідон і Тір, встановили далекі торговельні зв'язки ще в ІІ тис. до н. е., спочатку з ближчими землями, такими як Яффа (Йоппія), Дор, Акко, Угарит, Анатолія, кіпрські поселення Кітіон та Аматус, а також Єгипет, поступово розширюючись до Північної Африки та західного Середземномор'я (Крит, Сардинія, Сицилія та Етрурія), де більшість колоній було засновано у VIII ст. до н. е..
На відміну від фінікійських міст-держав, які переслідували переважно економічні цілі, Карфаген, самостійна фінікійська колонія, провів серію агресивних військових кампаній на Сардинії та Сицилії в рамках колоніальної експансії, починаючи з середини VI ст. до н. е.. У V ст. до н. е. Карфаген переніс свою колонізаційну діяльність на Північну Африку, де отримав контроль над внутрішніми районами та сахельським узбережжям східного Тунісу.
Для пояснення фінікійської експансії в західному Середземномор'ї зазвичай пропонуються три колоніальні моделі: 
- Грецька колоніальна модель емпоріуму (колонії);
- Теорії «торговельних портів», розроблені школою Поланьї;
- Концепція «торговельної діаспори», згідно з якою фахівці із зовнішньої торгівлі отримують політичну та соціальну владу в приймаючих громадах.

Фінікійська експансія до західного Середземномор'я значною мірою сприяла розвитку системи комунікаційних та торговельних мереж, що спеціалізувалися переважно на сировині, такій як кедр, сосна, льон, вино, металообробка, сушена риба, слонова кістка та різьблення по дереву.
Кінець фінікійської експансії збігся з падінням перського панування над Фінікією, яке ознаменувалося розграбуванням Тіра Александром Македонським у 332 р. до н. е. Потрапивши спочатку під контроль Птолемеїв, потім Селевкідів, а пізніше – римлян, фінікійські міста-держави втратили ресурси та автономію, необхідні для підтримки експансії на іноземні території. Що стосується Карфагена, то його доля погіршилася під час трьох Пунічних війн, у яких Карфаген спочатку втратив контроль над Сицилією та південною Іспанією, а потім був зруйнований римлянами у 146 р. до н. е.